# NCAA Division II (pallavolo femminile)
La NCAA Division II è il secondo livello del campionato universitario degli Stati Uniti, posto sotto l'egida della NCAA.

## Albo d'oro
| Anno          | Podio                    | Podio                                  | Podio                    |
| Campione      | Seconda                  | Terza                                  |                          |
| ------------- | ------------------------ | -------------------------------------- | ------------------------ |
| 1981 Dettagli | CSU Sacramento           | Lewis                                  | CSU Northridge           |
| 1982 Dettagli | UC Riverside             | CSU Northridge                         | Portland State           |
| 1983 Dettagli | CSU Northridge           | Portland State                         | US Air Force Academy     |
| 1984 Dettagli | Portland State           | CSU Northridge                         | CSU Sacramento           |
| 1985 Dettagli | Portland State           | CSU Northridge                         | Nebraska Omaha           |
| 1986 Dettagli | UC Riverside             | CSU Northridge                         | Nebraska Omaha           |
| 1987 Dettagli | CSU Northridge           | Central Missouri State                 | Nebraska Omaha           |
| 1988 Dettagli | Portland State           | CSU Northridge                         | North Dakota State       |
| 1989 Dettagli | CSU Bakersfield          | CSU Sacramento                         | North Dakota State       |
| 1990 Dettagli | West Texas State         | North Dakota State                     | CSU Bakersfield          |
| 1991 Dettagli | West Texas State         | Portland State                         | North Dakota State       |
| 1992 Dettagli | Portland State           | Northern Michigan                      | West Texas State         |
| 1993 Dettagli | Northern Michigan        | CSU Bakersfield                        | Portland State           |
| 1994 Dettagli | Northern Michigan        | CSU Bakersfield                        | Northern Colorado        |
| 1995 Dettagli | Barry                    | Northern Michigan                      | CSU Bakersfield          |
| 1996 Dettagli | Nebraska Omaha           | Tampa                                  | Northern Michigan        |
| 1997 Dettagli | West Texas A&M           | Barry                                  | CSU Bakersfield          |
| 1998 Dettagli | Hawaii Pacific           | North Dakota State                     | -                        |
| 1999 Dettagli | BYU-Hawaii               | Tampa                                  | -                        |
| 2000 Dettagli | Hawaii Pacific           | Augustana                              | -                        |
| 2001 Dettagli | Barry                    | South Dakota State                     | -                        |
| 2002 Dettagli | BYU-Hawaii               | Truman State                           | -                        |
| 2003 Dettagli | North Alabama            | Concordia Saint Paul                   | -                        |
| 2004 Dettagli | Barry                    | Truman State                           | -                        |
| 2005 Dettagli | Grand Valley State       | Nebraska-Kearney                       | -                        |
| 2006 Dettagli | Tampa                    | North Alabama                          | -                        |
| 2007 Dettagli | Concordia Saint Paul     | Western Washington                     | -                        |
| 2008 Dettagli | Concordia Saint Paul     | CSU San Bernardino                     | -                        |
| 2009 Dettagli | Concordia Saint Paul     | West Texas A&M                         | -                        |
| 2010 Dettagli | Concordia Saint Paul     | Tampa                                  | -                        |
| 2011 Dettagli | Concordia Saint Paul     | CSU San Bernardino                     | -                        |
| 2012 Dettagli | Concordia Saint Paul     | Tampa                                  | -                        |
| 2013 Dettagli | Concordia Saint Paul     | BYU-Hawaii                             | -                        |
| 2014 Dettagli | Tampa                    | Southwest Minnesota State              | -                        |
| 2015 Dettagli | Wheeling Jesuit          | Palm Beach Atlantic                    | -                        |
| 2016 Dettagli | Concordia Saint Paul     | Alaska Anchorage                       | -                        |
| 2017 Dettagli | Concordia Saint Paul     | Florida Southern                       | -                        |
| 2018 Dettagli | Tampa                    | Western Washington                     | -                        |
| 2019 Dettagli | CSU San Bernardino       | Nebraska-Kearney                       | -                        |
| 2020          | Non disputato (COVID-19) | Non disputato (COVID-19)               | Non disputato (COVID-19) |
| 2021 Dettagli | Tampa                    | Template:Volley femminile UNI Washburn | -                        |
| 2022 Dettagli | West Texas A&M           | Concordia Saint Paul                   | -                        |
| 2023 Dettagli | CSU Los Angeles          | West Texas A&M                         | -                        |
| 2024 Dettagli | Lynn                     | San Francisco State                    | -                        |

## Palmarès
| Squadre              | Titoli | Stagioni                                             |
| -------------------- | ------ | ---------------------------------------------------- |
| Concordia Saint Paul | 9      | 2007, 2008, 2009, 2010, 2011, 2012, 2013, 2016, 2017 |
| Portland State       | 4      | 1984, 1985, 2009, 2010                               |
| Tampa                | 4      | 2006, 2014, 2018, 2021                               |
| West Texas A&M       | 4      | 1990, 1991, 1997, 2022                               |
| Barry                | 3      | 1995, 2001, 2004                                     |
| UC Riverside         | 2      | 1982, 1986                                           |
| CSU Northridge       | 2      | 1983, 1987                                           |
| Northern Michigan    | 2      | 1993, 1994                                           |
| Hawaii Pacific       | 2      | 1998, 2000                                           |
| BYU-Hawaii           | 2      | 1999, 2002                                           |
| CSU Sacramento       | 1      | 1981                                                 |
| CSU Bakersfield      | 1      | 1989                                                 |
| Nebraska Omaha       | 1      | 1996                                                 |
| North Alabama        | 1      | 2003                                                 |
| Grand Valley State   | 1      | 2005                                                 |
| Wheeling             | 1      | 2015                                                 |
| CSU San Bernardino   | 1      | 2019                                                 |
| CSU Los Angeles      | 1      | 2023                                                 |
| Lynn                 | 1      | 2024                                                 |